# Pinetop Perkins
Pinetop Perkins, geboren als Joe Willie Perkins (Belzoni, 7 juli 1913 - Austin, 21 maart 2011), was een Amerikaanse bluespianist.

## Biografie
Perkins begon zijn muzikale carrière als gitarist. Nadat een danseres in Helena de pezen van zijn linkerarm tijdens een stoeipartij met een mes had beschadigd, wisselde hij naar de piano. Aanvankelijk werkte hij met Robert Nighthawk, daarna speelde hij met Sonny Boy Williamson II. Tijdens de jaren 1950 ging Perkins op tournee. Hij trad op met Earl Hooker en hij nam in Memphis Pinetop's Boogie Woogie (geschreven door Pinetop Smith) op. Uit deze periode was zijn artiestennaam afkomstig.
Perkins bleef in Illinois en trok zich terug uit de muziekbusiness. Pas in 1968 kon Hooker hem overhalen om weer opnamen te maken. Perkins verving Otis Spann, toen deze de band van Muddy Waters verliet. Eind jaren 1970 formeerde Perkins met anderen de Legendary Blues Band, die tot in de jaren 1990 onderweg was.
Als beste pianist kreeg hij in 1994 en 1996 de Living Blues Award. In 2003 werd Perkins opgenomen in de Blues Hall of Fame. In 2005 kreeg hij een Grammy Award voor zijn levenswerk en in 2008 een Grammy Award voor het  «Best Traditional Blues Album». Daarmee is hij de tot heden oudste artiest, die ooit werd onderscheiden met een Grammy Award. Met meer dan 90 jaar stond hij altijd nog op het podium.

## Overlijden
Pinetop Perkins overleed in maart 2011 op 97-jarige leeftijd in Austin.

## Discografie
- 1988: After Hours (Blind Pig Records)
- 1992: Pinetop's Boogie Woogie (Discovery)
- 1995: Got My Mojo Workin'  (Blues Legends)
- 1995: Live Top (Deluge Records)
- 1995: With the Blue Ice Band (Earwig)
- 1997: Born in the Delta (Telarc Distribution)
- 1998: Down in Mississippi (HMG), Legends (met Hubert Sumlin)
- 1999: Live at 85 (Shanachie)
- 2000: Back on Top (Telarc Distribution)
- 2000: Live at Antone's, Vol. 1 (Antone's)
- 2002: Pinetop Is Just Top (Black & Blue)
- 2003: Heritage Of The Blues: The Complete Hightone Sessions (Hightone Records)
- 2004: Ladies Man (M.C. Records met Marcia Ball, Ruth Brown, Odetta e.a.)
- 2005: On Top (Deluge)
- 2007: Last of the Great Mississippi Delta Bluesmen: Live in Dallas Blue Shoe Project (Perkins speelt Down in Mississippi, Kansas City, Got My Mojo Working)
- 2007: Pinetop Perkins (Born In The Honey Redeye Distribution dvd en cd)
- 2008: Pinetop Perkins & Friends Telarc (met Jimmie Vaughan, B.B. King, Eric Clapton)
- 2010: Joined At The Hip Telarc (met Willie 'Big Eyes' Smith) (Grammy Awards 2011 Best Traditional Blues Album; Blues Music Award 2011 Traditional Blues Album of the Year)

Pinetop Perkins is o.a. te horen op opnamen van de volgende artiesten: Kenny Wayne Shepherd, Bob Margolin, Odetta, Muddy Waters, Buddy Guy, Carey Bell, Koko Taylor, James Cotton, Johnny Winter, Luther 'Guitar Junior' Johnson, Floyd Dixon en vele anderen.
- Bibliothèque nationale de France: cb13921433v (data)
- Gemeinsame Normdatei: 135083540
- International Standard Name Identifier: 0000 0001 1450 0485
- Library of Congress Control Number: n91094385
- MusicBrainz: 952c3525-d3fd-4de8-be3d-975e4f028751
- Nationale Bibliotheek van Tsjechië: mzk2004257536
- Nationale Bibliotheek van Israël: 987007411937305171
- Nederlandse Thesaurus van Auteursnamen: 100304400
- Istituto Centrale per il Catalogo Unico: RAVV435808
- SNAC: w6xs7vsf
- Système universitaire de documentation: 161777198
- Virtual International Authority File: 84593241
- WorldCat: E39PBJbRgjkDbg8P399FfD7JXd